# María del Carmen González Guinda
María del Carmen González Guinda (28 de enero de 1961) es una política española, diputada por el Partido Popular en el Congreso durante la XI,  XII, XIII y XIV legislaturas . Desde el 6 de febrero de 2020 es vicepresidenta segunda de la Comisión de Igualdad del Congreso.

## Biografía
Licenciada en Ciencias Químicas por la Universidad de Valladolid, es profesora de educación secundaria, especialidad Física y Química. A nivel político, es alcaldesa de Garrafe de Torío desde 2007 y secretaria provincial del Partido Popular. En 2015 fue elegida diputada por León en el Congreso, tras la renuncia a su escaño de Manuel Cobo, siendo reelegida en 2016.